# Fantasy-Trio avec piano

La Fantasy-Trio avec piano en ut mineur  H.79 est un trio pour piano, violon et violoncelle de Frank Bridge composé en 1907.

## Structure
1. Allegro moderato ma con fuoco
2. Andante con molto espressione
3. Allegro scherzoso
4. Andante
5. Con anima